# Directeur de collection
Pour les articles homonymes, voir Directeur.
Un directeur de collection est, dans le domaine de l'édition, une personne dont le métier est de diriger une collection, c'est-à-dire un ensemble de médias traitant d'un sujet donné.